# Mariametridae
Famille
Les Mariametridae sont une famille de comatules.

## Description et caractéristiques
Crinoïdes non pédonculés, ils s'accrochent au substrat par des cirres mobiles en forme de griffes et sont capables de se déplacer en rampant.
Les espèces de cette famille ont généralement plus de 10 bras à l'âge adulte, des cirrhes assez comprimés (et composés d'articles de différentes longueurs, plus courts distalement), et une ou plusieurs pinnules proximales sont modifiées en piques dures et rigides. 
Chez ces comatules, le côté adoral du centrodorsal a des arêtes interradiales et une dépression cœlomique indivise dans chaque aire radiale (certains Mariametra et Dichrometra). Les cirrhes sont composés de nombreuses cirrales, presque toujours plus de 40 (jusqu'à 80 chez Oxymetra, mais moins de 40 chez Stephanometra et certains Dichrometra). Les facettes articulaires radiales sont raides ; les fossae interarticulaire larges et hautes. Les fossae des muscles adoraux sont bas, courbées le long de bord adoral et du sillon midradial. Les brachitaxes sont toujours composés de 2 osselets joints par synarthrie. Ces crinoïdes portent d'ordinaire jusqu'à 40 bras (mais plus chez Oxymetra). Les facettes articulaires joignant les osselets des pinnules proximales sont normales (sauf chez Stephanometra, où ils sont presque plats et sans traits distinctifs).

## Liste des genres
Selon World Register of Marine Species (24 janvier 2014) :
- genre Dichrometra AH Clark, 1909 -- 13 espèces
- genre Mariametra AH Clark, 1909 -- 5 espèces
- genre Oxymetra AH Clark, 1909 -- 3 espèces
- genre Pelometra AH Clark, 1941 -- 1 espèce
- genre Stephanometra AH Clark, 1909 -- 2 espèces

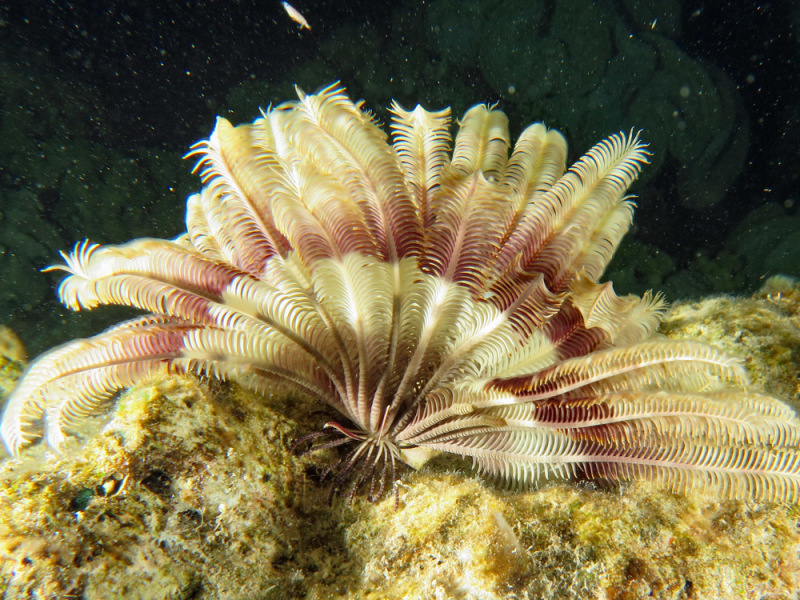
Dichrometra palmata
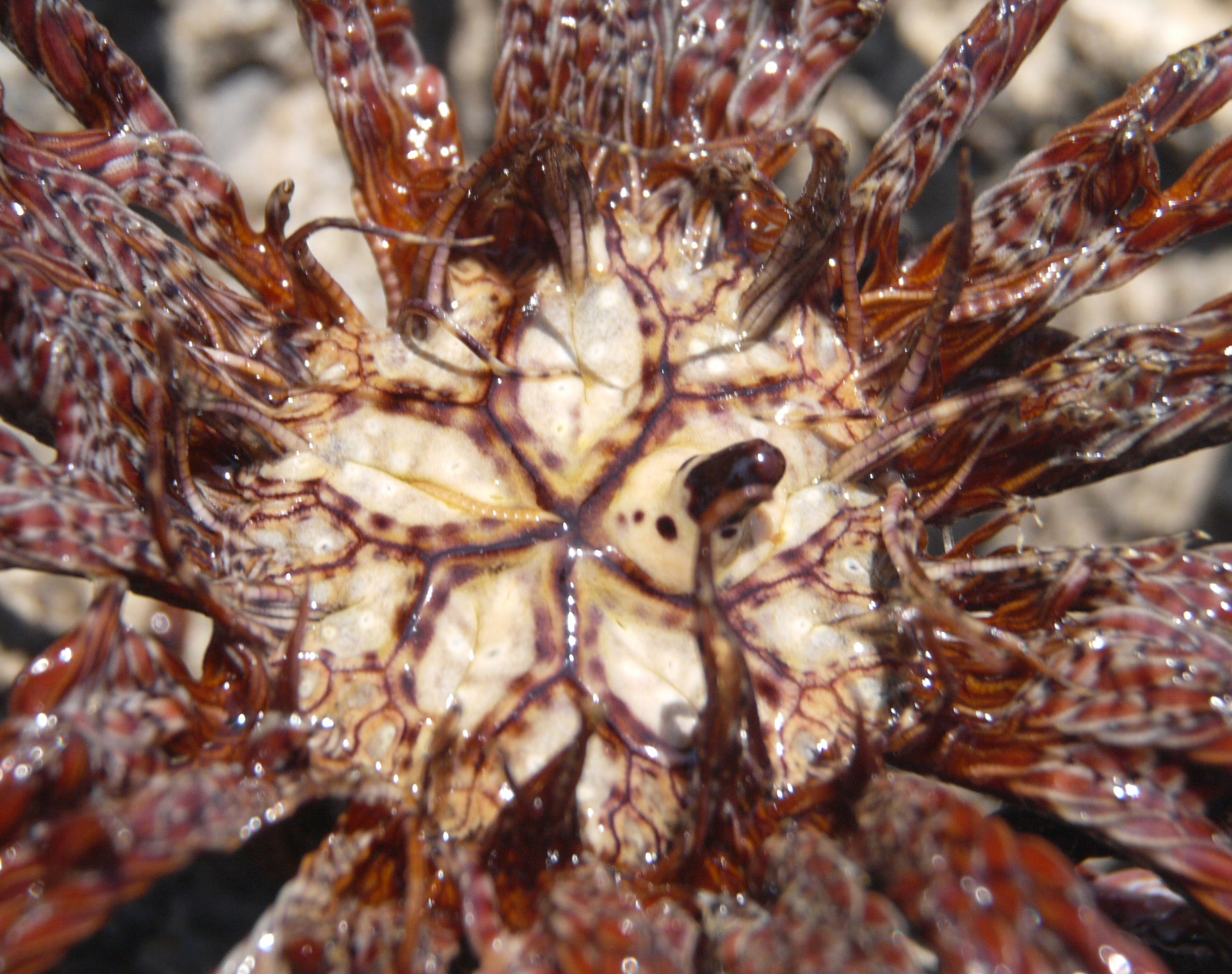
thèque de Dichrometra palmata
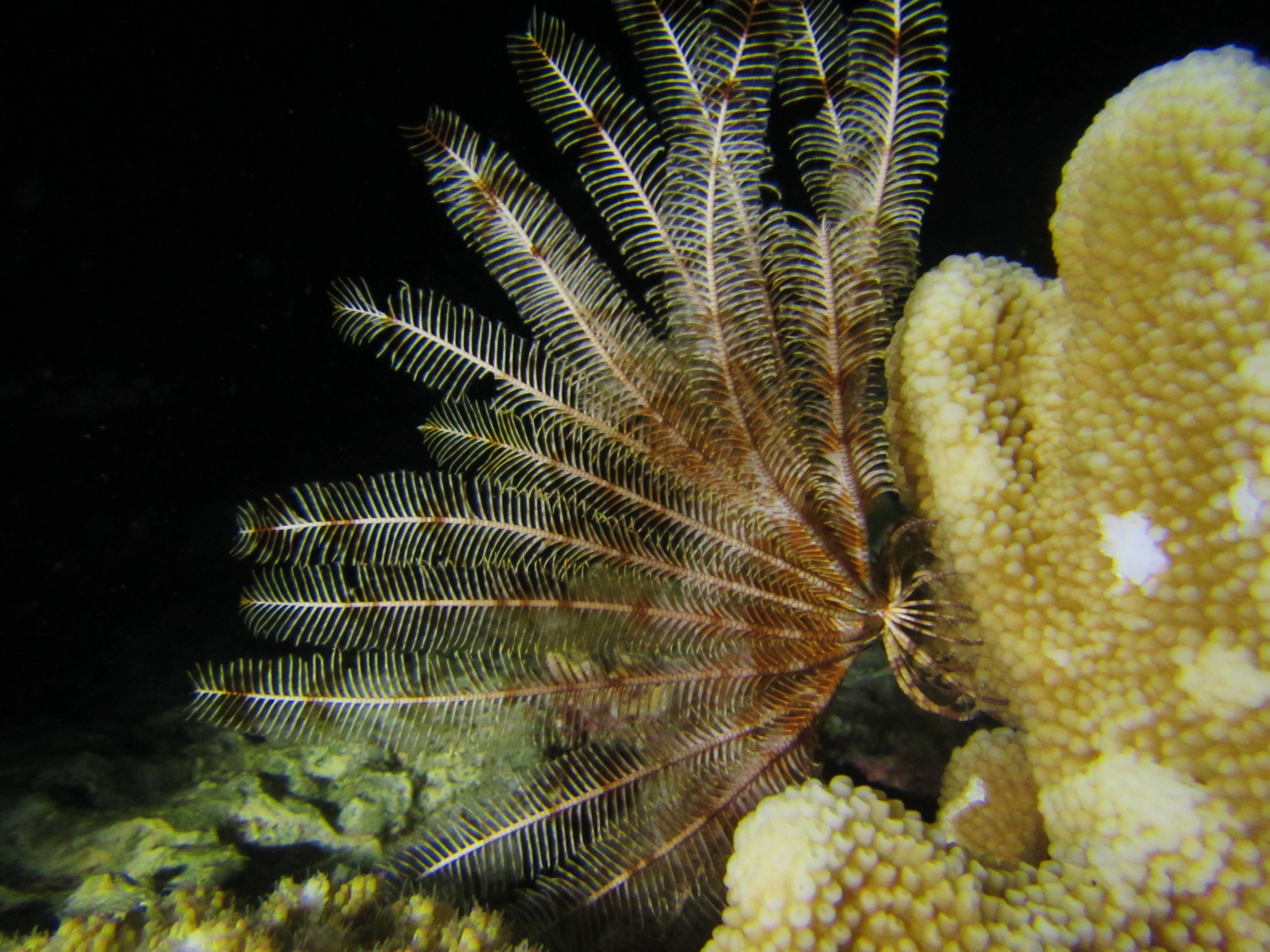
Stephanometra indica